# Syngnathus caribbaeus
Syngnathus caribbaeus är en fiskart som beskrevs av Dawson 1979. Syngnathus caribbaeus ingår i släktet Syngnathus och familjen kantnålsfiskar. Inga underarter finns listade i Catalogue of Life.